# Polom (Olomouc)
Polom (in tedesco Pohl) è un comune della Repubblica Ceca facente parte del distretto di Přerov, nella regione di Olomouc.